# Eusebio Lillo
Eusebio Lillo Robles (Santiago, 14 de agosto de 1826-ibídem, 8 de julio de 1910) fue un poeta, periodista, empresario y político chileno. Es el autor de la letra del himno nacional de Chile.

## Biografía
Hijo de Agustín Lillo y de Dolores Robles, fue tío de los literatos Baldomero y Samuel Lillo,
Quedó huérfano de padre a temprana edad. Se destacó como gran lector desde joven y con los libros que compraba organizaba rifas entre sus compañeros para costear sus gastos de estudio. Se retiró de los estudios por problemas familiares, sin poder recibirse de abogado.
Su primera composición, A la muerte de don Jose Miguel Infante, la creó a los 18 años. Trabajó como funcionario público en el Ministerio del Interior en 1846 y paralelamente desempeñó el cargo de corresponsal del periódico El Mercurio de Valparaíso en Santiago para ganarse la vida. En 1847 redactó la letra del actual himno nacional de Chile —además, llevó a cabo algunas modificaciones a la letra en 1909—.
Participó en la Sociedad de la Igualdad en 1850 y, por estar presente en el motín del coronel Urriola el 20 de abril de 1851, fue condenado a muerte; sin embargo, atendida su autoría del himno nacional, su sentencia fue conmutada por el destierro en Valdivia, de donde huyó hasta recalar en Lima. Regresó a Chile en 1852 y continuó su actividad periodística en la publicación La Patria. Marchó posteriormente a Bolivia, donde fundó el Banco de La Paz y colaboró en el desarrollo de la minería. Volvió en 1875 a Chile, donde fue alcalde de Santiago en 1878 y después intendente de Curicó.
También participó en la Guerra del Pacífico como secretario de la Armada de Chile y ministro diplomático en campaña, y fue representante de Chile en la fracasada Conferencia de Arica en octubre de 1880 que debía finalizar dicha guerra. Falleció en Santiago el 8 de julio de 1910.

## Obra

### Poesía
- Dos almas gemelas
- La mujer
- El junco
- Rosa y Carlos
- El Imperial
- Una lágrima
- Deseos de
- Himno nacional de Chile